# Avril brisé
Avril brisé je francouzský hraný film z roku 1987, který režírovala Liria Bégéja podle knihy Ismaila Kadara. Snímek měl světovou premiéru dne 9. prosince 1987.

## Děj
Film zachycuje osudy albánské rodiny ve 20. století.

## Obsazení
| Jean-Claude Adelin | Gjerg Berisha  |
| Violetta Sanchez   | Diane Vorpsi   |
| Alexandre Arbatt   | Bessian Vorpsi |
| Sadri Sheta        | otec Berishy   |
| Hasan Zhubi        | otec Kryeqyqe  |
| Xhemil Vraniqi     | Suma Doci      |
| Hajredim Islamaj   | princ          |

## Ocenění
- César: nominace na nejlepší filmový debut (Liria Bégéja)